# Arthur Breycha
Arthur Breycha (ab 1870 Vauthier de Baillamont) (* 8. März 1826 in Wien; † 2. Oktober 1885 in Gailitz/Ziljica, heute Gemeinde Arnoldstein) war ein österreichischer Beamter und Politiker.

## Leben
Breycha war der Sohn des k.k. Hauptmann-Auditors Johann Arthur Breycha und dessen Ehefrau Maria Antonia geb. Schlieber. Er war römisch-katholisch und heiratete am 1. November 1854 Wilhelmine Wodley (* 4. April 1824; † 28. Dezember 1886). Aus der Ehe ging ein Sohn hervor.
Breycha absolvierte eine juridische Ausbildung und wurde Richteramts-Kandidat, 1850 Auskultant, dann Adjunkt beim ungarischen Komitatsgericht in Arad. 1857 wurde er Landesgerichts-Sektretär in Temesvar und 1861 k.k. Staatsanwaltsubstitut in Klagenfurt. Im Jahr 1874 wurde er Notar in Arnoldstein. 1878 wurde er nach Kötschach, 1880 nach Millstatt und im Februar 1885 nach Arnoldstein versetzt. Er war Ehrenbürger von Möschach im Gailtal, heute Gem. Hermagor.
Vom 8. Januar 1863 (Nachwahl vom 30. Mai 1862 nach Rücktritt von Joseph Niederist) bis zum 2. Januar 1867 war er Abgeordneter im Kärntner Landtag für den Wahlbezirk STM 8 Hermagor. Im Landtag war er Mitglied des Revisionsausschusses.